# Tanklager (Wiesenburg/Mark)
Tanklager ist ein Wohnplatz im Ortsteil Medewitz der Gemeinde Wiesenburg/Mark im Landkreis Potsdam-Mittelmark in Brandenburg.

## Geografische Lage
Der Wohnplatz liegt südwestlich des Gemeindezentrums in einem ausgedehnten Waldgebiet, der Brandtsheide. Die Bahnstrecke Wiesenburg–Roßlau führt von Norden kommen in südsüdwestlicher Richtung an der Bebauung vorbei. Westlich der Strecke liegt der bewohnte Gemeindeteil Medewitzerhütten sowie Medewitz. Im Osten erhebt sich der rund 150 m hohe Lerchenberg.